# バンベルマイシン
バンベルマイシン(Bambermycin)またはフラボマイシン(Flavomycin)は、Streptomyces bambergiensisから得られる抗生物質の組合せであり、豚や鶏に食品添加物として用いられる。混合物は、主にモエノマイシンAとCからなる。
バンベルマイシンは、グラム陽性菌に対して効果をもつが、ラクトバチルス属やビフィズス菌等に対しては、それほど効かない。作用機序には、細胞壁の合成が関与している。
シノニムには、フラボフォスフォリポール、モエノマイシンがあり、商標名はGainproである。